# Підпал студії «Kyoto Animation»
Підпал студії «Kyoto Animation» (яп. 京都アニメーション放火殺人事件, кьо:то аніме:шьон хо:ка сацуджін джікен) — підпал будівлі першої студії анімаційної компанії «Kyoto Animation», розташованої в районі Фушімі міста Кіото, Японія, що був здійснений 18 липня 2019 року. Близько 10:31 41-річний Шінджі Аоба проникнув до будівлі, облив бензином офіси та працівників, і, вигукуючи «Помріть!» (яп. «死ね!», шіне), підпалив будівлю. Коли почалася пожежа, нападник намагався втекти, проте, переслідуваний одним із співробітників студії, впав і був затриманий поліцією.
Щонайменше 36 осіб загинули, 33 особи отримали поранення і були госпіталізовані.[⇨] Як повідомляється, це одне з найбільших за кількістю жертв масове вбивство в історії Японії після закінчення Другої світової війни і найбільша за кількістю жертв пожежа за останні 18 років із часу пожежі в будинку в районі Кабукічьо міста Токіо у 2001 році.

## Передісторія

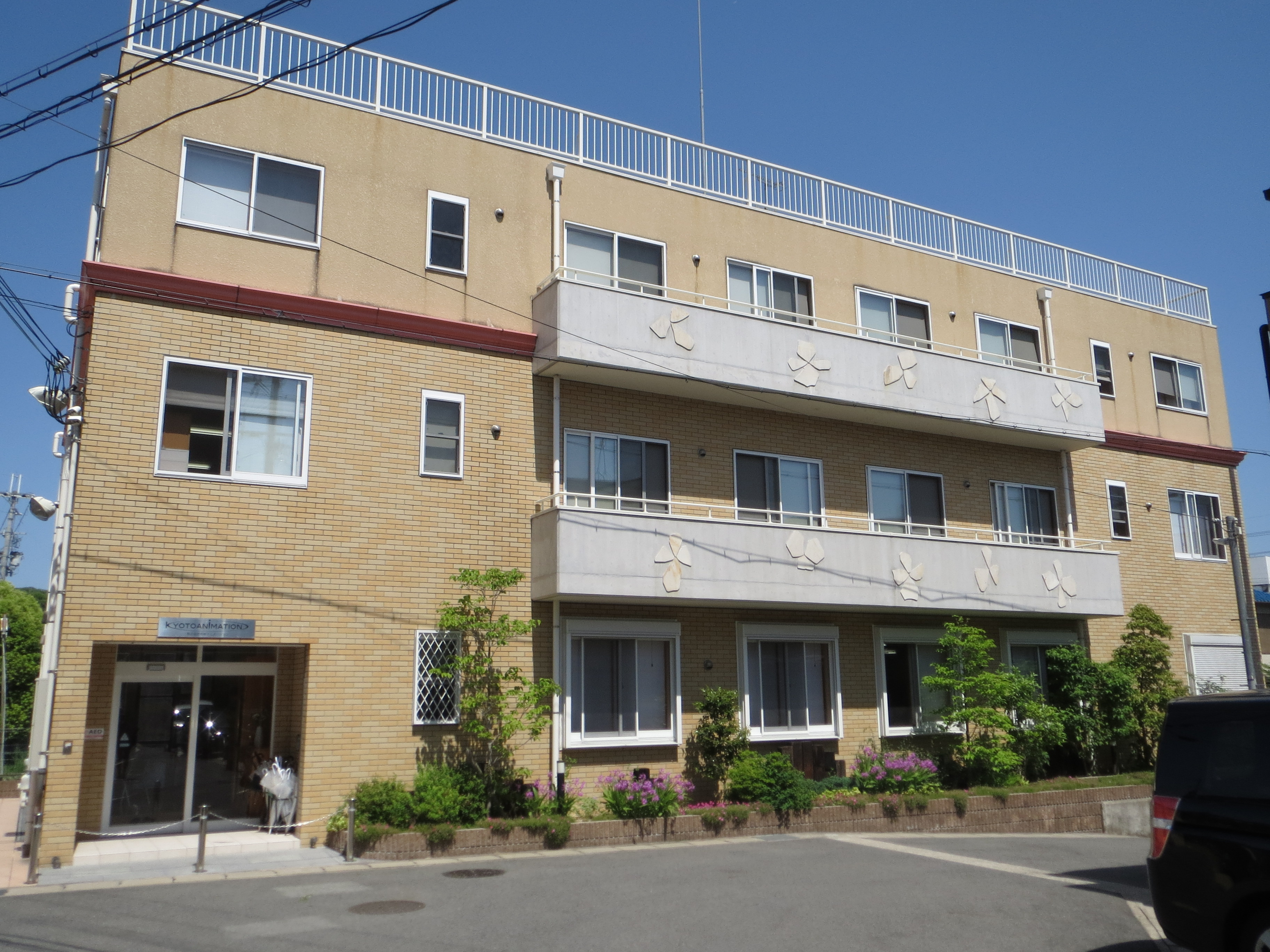
Перша студія компанії Kyoto Animation у травні 2015

До нападу компанія Kyoto Animation вважалася однією з найбільш плідних японських аніме-студій. Студія відома завдяки таким роботам як K-On!, Сталева тривога!, Hibike! Euphonium. Компанія має декілька офісів у префектурі Кіото: перша студія розташована у районі Фушімі міста Кіото; друга студія (головний офіс), п'ята студія та відділ розробки товарів розташовані в місті Уджі, за пів години їзди на поїзді від Кіото. Перша студія зазвичай використовувалася здебільшого режисерами-аніматорами та 3D-аніматорами і була побудована в 2007 році.
За кілька тижнів до нападу, Kyoto Animation отримала листи з погрозами вбивством. Президент компанії, Хідеакі Хатта, прокоментував, що невідомо, чи пов'язано це з інцидентом, оскільки повідомлення були відправлені анонімно. Незважаючи на це, він зв'язувався з поліцією та адвокатами.

## Інцидент
Пожежа почалася з вибуху близько 10:30 за місцевим часом (04:30 за київським, 01:30 UTC), коли злочинець увійшов у першу студію і підпалив за допомогою 40 літрів бензину будівлю. За день до нападу (17 липня 2019) він купив візок та бензин на залізничній станції, розташованій за 10 км на південь від місця злочину, і звідти пішки перевіз куплене до студії. За припущенням поліції початковий вибух був спричинений бензином, який після розлиття випарувався і змішався з повітрям. Як повідомляється, під час здійснення нападу він кричав: «Помріть!» (яп. «死ね!», шіне). Декілька людей, облиті нападником бензином, палаючи, вибігали на вулицю.
У міру зростання полум'я біля входу до студії, люди, які перебували всередині будівлі, опинилися в пастці. На третьому поверсі біля сходів, які вели на дах, було знайдено дев'ятнадцять трупів. Нападник намагався втекти, проте, переслідуваний одним із співробітників студії, впав і був затриманий поліцією. На місці інциденту було знайдено декілька невикористаних ножів.
Пожежа була погашена о 15:19 за місцевим часом (09:19 за київським, 06:19 UTC). О 10:00 за місцевим часом (16:00 за київським, 13:00 UTC) Агентство по боротьбі з пожежами та ліквідацією наслідків надзвичайних ситуацій опублікувало свій звіт, у якому йшлося про те, що будівля була повністю знищена вогнем. Також у звіті було зазначено, що будівля не мала ні спринклерів, ні внутрішніх гідрантів, оскільки класифікувалася як мала офісна споруда, проте не мала недоліків у дотриманні пожежної безпеки під час останньої перевірки 17 жовтня 2018 року. Поліція розпочала розслідування на місці інциденту. Вхід до студії зазвичай здійснювався лише за картами пропуску, які були у працівників, але в день інциденту двері були відкритими, оскільки в студії очікували на відвідувачів з компанії NHK World-Japan о 11:00 (02:00 UTC).
На прес-конференції 19 липня 2019 було заявлено, що підпал знищив усі матеріали та комп'ютери першої студії, не постраждала лише невелика частина ключових кадрів, які були виставлені на показ у Токушімі. 29 липня Kyoto Animation зробили заяву, що їм успішно вдалося відновити оригінальні цифрові зображення із серверу, що вцілів під час пожежі.

## Жертви
Принаймні 74 особи перебували в будівлі під час пожежі. 36 осіб загинули, з них 3 — згодом в лікарні. Як заявили представники Кіотської поліції, деяких жертв було складно ідентифікувати через сильне обвуглення їхніх тіл. За даними результатів розтину, які були опубліковані 22 липня 2019, більшість осіб загинули від опіків (а не отруєння чадним газом) через швидке поширення вогню. Для ідентифікації жертв був проведений ДНК-тест.
Президент компанії попросив представників ЗМІ не поширювати імена жертв на знак поваги до їхніх родин. 25 липня поліція Кіото заявила про завершення ідентифікації усіх 34 жертв та початок повернення їхніх тіл родичам. 24 липня було підтверджено про смерть дизайнерки кольорів Наомі Ішіди. 26 липня родина аніматора, сценариста та режисера Ясухіро Такемото підтвердила його смерть після ДНК-тесту. 2 серпня Кіотська поліція опублікувала за згоди родичів імена десяти жертв, чиї похорони вже були завершені, того ж дня була підтверджена смерть анімаційних директорів Йошіджі Кіґамі та Футоші Нішії.
36 осіб отримали поранення, троє з поранених згодом померли в лікарні. 10 перебували у важкому стані, в одного постраждалого лікарі були змушені ампутувати ноги. Особистості померлих поки[коли?] що не були встановлені, оскільки японська поліція не ідентифікує тіла померлих. Ідентифікація проводитиметься лікарями в морзі. Підтверджено, що серед врятованих — анімаційний директор Наоко Ямада, режисер K-On! та Eiga Koe no Katachi. Відповідно до даних Міністерства закордонних справ Республіки Корея одна з поранених жертв — кореянка.
Для підтримки постраждалих та їхніх родин поліцією була створена команда допомоги жертвам інциденту.

## Підозрюваний
Підозрюваним був названий Шінджі Аоба (яп. 青葉真司, Аоба Шінджі), 41-річний чоловік.
Аоба втік з місця інциденту, проте був затриманий поліцією префектури Кіото поблизу станції Рокуджідзо Кейханської залізниці, за 100 м від студії. Після затримання поліцією підозрюваного доставили до лікарні з важкими опіками ніг, грудей і обличчя. Під час перевезення до лікарні він зізнався в здійсненні підпалу і звинуватив компанію в плагіаті своїх романів («パクり やがって»). Президент компанії заявив, що в них немає відомостей, що людина з таким іменем надсилала свої роботи на їхні щорічні конкурси робіт. Втім, згодом Kyoto Animation заявила, що отримувала від підозрюваного чорновий варіант роману, який не пройшов перший етап оцінювання і чий вміст, за заявою компанії, не подібний до жодної з їхніх опублікованих робіт.
Цієї миті підозрюваний не може бути допитаний, оскільки проходить лікування в лікарні і перебуває під заспокійливим. Його допит почнеться, коли він прийде до тями. Згодом з'явився ордер на арешт Аоби. Через важкі опіки підозрюваного перевезли для подальшого лікування до університетської лікарні в Осаці.
Повідомлялося, що підозрюваний страждав від психічного розладу та вже мав кримінальне минуле до того, як стався інцидент. Як повідомляється, у 2012 році він, погрожуючи ножем, здійснив пограбування магазину в префектурі Ібаракі, проте пізніше був заарештований і засуджений до 3,5 років ув'язнення.
За свідченнями місцевих жителів чоловіка, схожого на Аобу, бачили за декілька днів до інциденту поблизу студії. Також за декілька днів до нападу він відвідував декілька місць довкола міста, пов'язаних з Hibike! Euphonium.

## Реакція

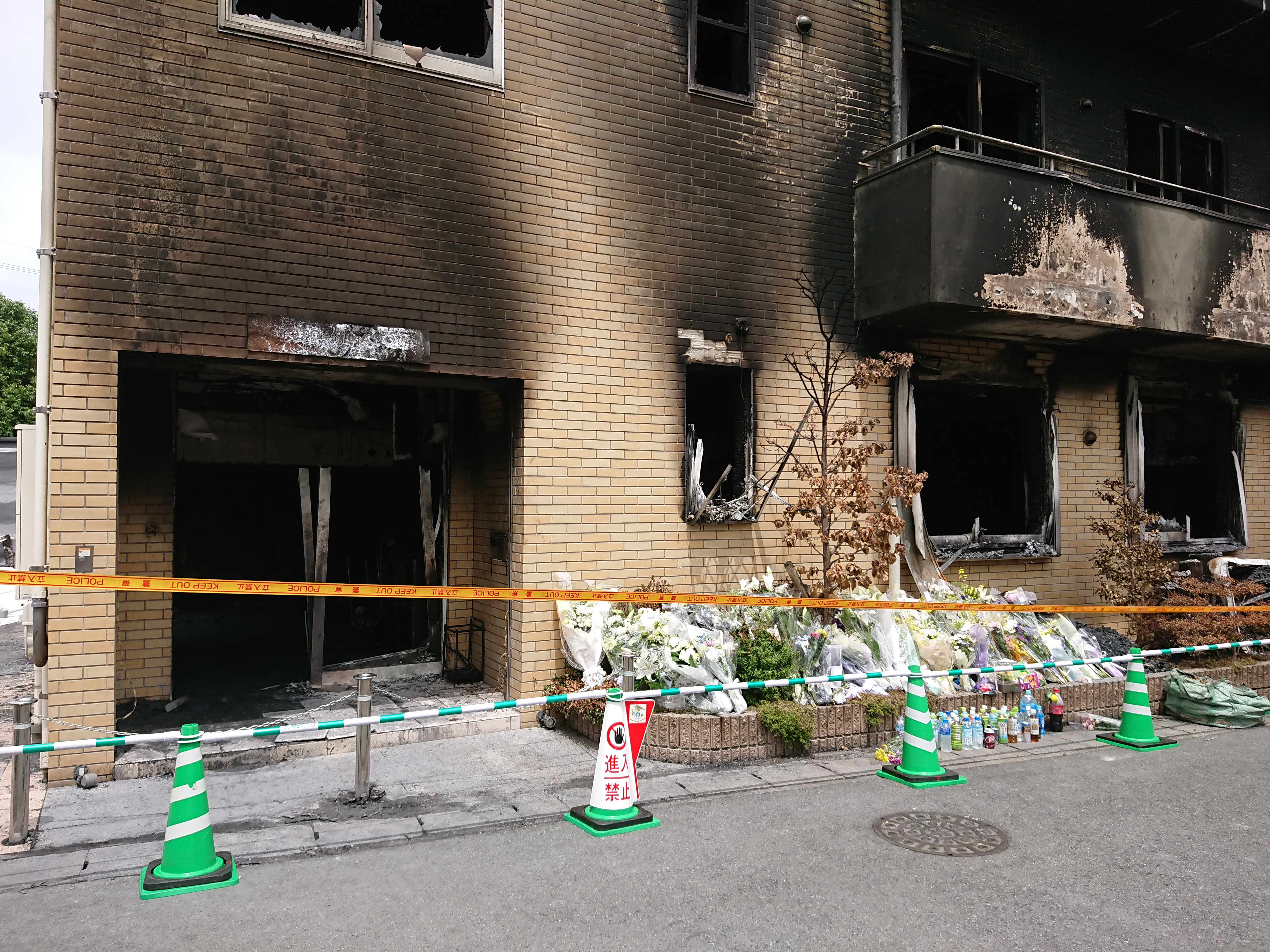
Меморіал біля входу до студії після підпалу

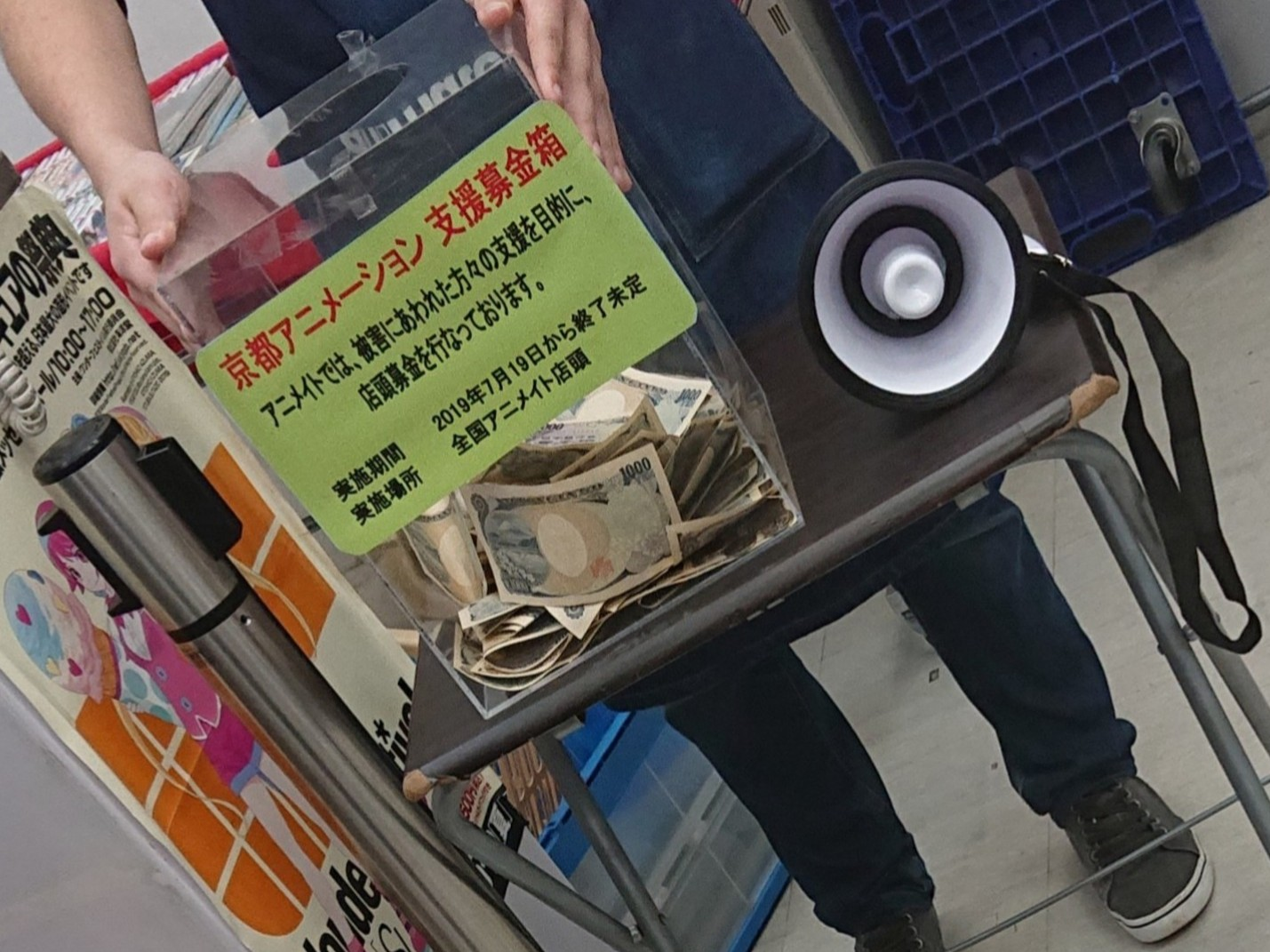
Коробка з пожертвами поблизу магазину компанії Animate

Свої співчуття і слова підтримки постраждалим висловили прем'єр-міністр Японії Шіндзо Абе, прем'єр-міністр Канади Джастін Трюдо, президент Тайваню Цай Інг-Вень, генеральний директор Apple Тім Кук, Генеральний секретар ООН Антоніу Гутерреш, китайське, французьке, філіппінське та бельгійське посольства в Японії.
Чимало людей та компаній, пов'язаних з аніме-індустрією висловили свою стурбованість ситуацією та співчуття, зокрема: аніматор і кінорежисер Макото Шінкай, режисер Тацукі, сейю серіалу K-On! Акі Тойосакі, автор роману Hyōka Хонобу Йонедзава, медіа-компанія Kadokawa Corporation, компанія-розробник відеогри Clannad Key, американські компанії-ліцензіати Aniplex of America, Funimation та Crunchyroll, анімаційні студії Nickelodeon Animation, Walt Disney Japan Co., Shaft, Sunrise, Bandai Namco Pictures, Toei Animation, Bones, Khara, Trigger та Madhouse.
Американський дистриб'ютор аніме Sentai Filmworks почав збір пожертв на допомогу студії на краудфандинговому майданчику GoFundMe. Метою збору була сума 750 000 доларів США, проте вже протягом перших 24 годин сума перевищила позначку пожертвування в розмірі 1 мільйона доларів США. Загалом станом на 19 липня 2019 року було зібрано понад 1,3 млн доларів США. Всього станом на кінець збору було зібрано 2,3 млн доларів США. Animate, японська компанія-дистриб'ютор аніме, відеоігор та манґи, у всіх своїх магазинах також почала збирати пожертви на підтримку жертв.
Внаслідок інциденту був скасований попередній перегляд трейлеру фільму Free!, вихід якого був запланований на 2020 рік. Також була призупинена співпраця Kyoto Animation із компанією Keihan Main Line, а анімаційна студія David Production відклала трансляцію 3-ї серії аніме-серіалу Fire Force про бійців та людей, які помирають від самозаймання.
Президент Kyoto Animation, Хідеакі Хатта, в інтерв'ю заявив, що він розглядає можливість знесення будівлі першої студії і заміни її громадським парком з монументом. Компанія попросила поважати жертв та їхні родини та заявила, що усі подальші заяви будуть робитися або через поліцію, або через їхніх адвокатів.. Згодом було ухвалене рішення про повне знесення будівлі, проте наразі немає жодних планів щодо того, що буде на місці студії.